# Epilog (album)
Epilog – drugi album studyjny szwedzkiej grupy progresywnej Änglagård, wydany w 1994 roku nakładem własnym.

## Lista utworów
Opracowano na podstawie materiału źródłowego.
Muzykę skomponował i zaaranżował Änglagård.
| Nr | Tytuł utworu        | Długość |
| -- | ------------------- | ------- |
| 1. | „Prolog”            | 2:00    |
| 2. | „Höstsejd”          | 15:32   |
| 3. | „Rösten”            | 0:14    |
| 4. | „Skogsraden”        | 10:48   |
| 5. | „Sista somrar”      | 13:10   |
| 6. | „Saknadens fullhet” | 2:00    |
|    |                     | 43:44   |

Utwór dodatkowy zamieszczany na wznowieniach płyty (Änglagård Records 2010, Arcàngelo 2013):
| Nr | Tytuł utworu | Długość |
| -- | ------------ | ------- |
| 1. | „Rösten”     | 3:38    |
|    |              | 3:38    |

## Twórcy
Opracowano na podstawie materiału źródłowego.
Muzycy:
- Tord Lindman – gitary
- Thomas Johnson – organy Hammonda, melotron, keyboardy
- Johan Högberg – gitara basowa
- Anna Holmgren – flet
- Jonas Engdegård – gitary
- Mattias Olsson – perkusja, instrumenty perkusyjne

Dodatkowi muzycy:
- Åsa Eklund – śpiew
- Martin Olofsson – skrzypce
- Karin Hansson – altówka
- Jan Christoff Norlander – wiolonczela

Produkcja:
- Änglagård – produkcja muzyczna, miksowanie
- Roger Skogh – produkcja muzyczna, miksowanie, inżynieria dźwięku
- Rut Hillarp – ilustracje